# Pieter van Foreest (1845-1922)
Pieter van Foreest, heer van Schoorl en Camp en Groet, (Alkmaar, 19 december 1845 – Heiloo, 19 september 1922) was een Heiloose jonkheer, herenboer en politicus. In 1908 werd hij benoemd tot Ridder in de Orde van de Nederlandse Leeuw.
Pieter van Foreest werd geboren als zoon van Cornelis van Foreest en Johanna Elisabeth Loopuyt. Na het overlijden van zijn vader in 1875 erfde hij de heerlijkheden Schoorl en Camp en Groet, alsmede het landgoed Nijenburg te Heiloo. Op 28 november 1869 huwde hij te Schiedam zijn nicht Johanna Elisabeth Beets (1846-1878), de dochter van zijn oom Nicolaas Beets. Zij kregen drie zoons en een dochter. Na het vroegtijdig overlijden van zijn vrouw, trad hij op 11 maart 1881 te Amersfoort in het huwelijk met Catharina Louise Momma (1852-1926), waaruit nog twee zoons en vier dochters voortkwamen.

## Politiek
Na zijn promotie op het gebied van Romeins en hedendaags recht aan de Hogeschool te Utrecht in 1870 begon Van Foreest zijn politieke loopbaan. In 1871 werd hij aangesteld als burgemeester en gemeentesecretaris van Wieringerwaard. Deze ambten vervulde hij tot aan het plotseling overlijden van zijn vader in 1875. In dat jaar verhuisde naar het landgoed Nijenburg te Heiloo. Twee jaar later, in 1877, werd hij lid van de gemeenteraad van Heiloo. In 1882 trad hij toe tot het college van B&W van deze gemeente. Nadat zijn zoon Nicolaas in 1905 tot burgemeester was benoemd, bedankte Van Foreest voor het wethouderschap. Namens het kiesdistrict Alkmaar was hij jarenlang afgevaardigde bij de Tweede Kamer der Staten-Generaal. Hij sprak vooral over waterstaat (zee- en oeverwerken, onderhoud van kanalen) en landbouw en visserij.

## Landbouw
Vanaf 1880 had Van Foreest zitting in het bestuur van afdeling Alkmaar van de Hollandse Maatschappij van Landbouw en was meestal de afgevaardigde van de afdeling naar de vergaderingen van het hoofdbestuur in Den Haag. In 1893 trad hij tot dat hoofdbestuur toe en werd in 1913 benoemd als voorzittend bestuurder. Hij trad af in 1917 trad hij af waarna hij werd benoemd als Lid van Verdienste.
Na de Landbouwcrisis van 1880 zette Van Foreest zich in om de gestokte kredietverlening aan de landbouw weer vlot te trekken. Zo was hij was medeoprichter, aandeelhouder en commissaris van twee landbouwbanken, de Noordhollandsch Landbouwcrediet (opgericht in 1887) en Noordhollandsch Grondcrediet (opgericht in 1896).

## Waterbeheer
Van Foreest was nauw betrokken bij het bestuur van de waterschappen in het Hollands Noorderkwartier. In 1882 werd hij lid van het Dagelijks Bestuur van Hoogheemraadschap van de Uitwaterende Sluizen. In 1899 werd hij benoemd tot dijkgraaf. Deze functie vervulde hij tot 1917. Vanaf 1884 was Van Foreest hoofdingeland van het Hoogheemraadschap de Hondsbossche en Duinen tot Petten en in 1886 werd hij aangesteld als dijkgraaf van dit hoogheemraadschap. Hij vervulde dat ambt tot 1921, het jaar waarin het Hoogheemraadschap van de Hondsbossche werd opgeheven en opging in het Hoogheemraadschap Noordhollands Noorderkwartier.
In 1909 werd Van Foreest benoemd tot voorzitter van de Gewapend-Betoncommissie. Deze commissie werd in het levengeroepen door de Zuiderzeevereeniging en belast met de vraag in welke mate in uitgebreide zin gewapend beton van toepassing kan zijn bij de afsluitdijk, de meerdijken, de bouw van kustwerken, enz. Een en ander ter bezuiniging bij de uitvoering der Zuiderzeewerken, onder behoud van gelijke deugdelijkheid in aanleg en met betrekking tot onderhoud. Als dijkgraaf van de Hondsbossche had Van Foreest ervaring opgedaan met gebruik van gewapend beton in zeeweringen. Ook stond hij sinds 1906 in contact met jhr Robert R.L. de Muralt, de ontwikkelaar van de Muraltmuur. In 1913 werd Van Foreest lid van het Dagelijks Bestuur van de Zuiderzeevereeniging en vervulde deze functie tot zijn dood.
In 1918 werd de “Wet tot afsluiting en droogmaking van de Zuiderzee” (ook wel de Zuiderzeewet) aangenomen. In deze wet was onder andere vastgelegd dat een Zuiderzeeraad zou worden opgericht om de Regeering van advies en bijstand te dienen in de voorbereiding en uitvoering van werken, alsmede de voorbereiding van de regelingen betreffende het in gebruik brengen der drooggelegde gronden. Op 3 maart 1919 werd Van Foreest benoemd tot lid van de Zuiderzeeraad, welke onder voorzitterschap stond van oud-minister Cornelis Lely. Deze functie vervulde Van Foreest tot zijn overlijden.
- Biografisch Portaal: 29769999
- International Standard Name Identifier: 0000 0003 9645 7373
- Nederlandse Thesaurus van Auteursnamen: 299323269
- Parlement.com: vg09ll0r7rz4
- Virtual International Authority File: 291360491
- WorldCat: E39PBJgX8vGhTJdWbTHfxgw6Kd